# MAMBO A GO GO

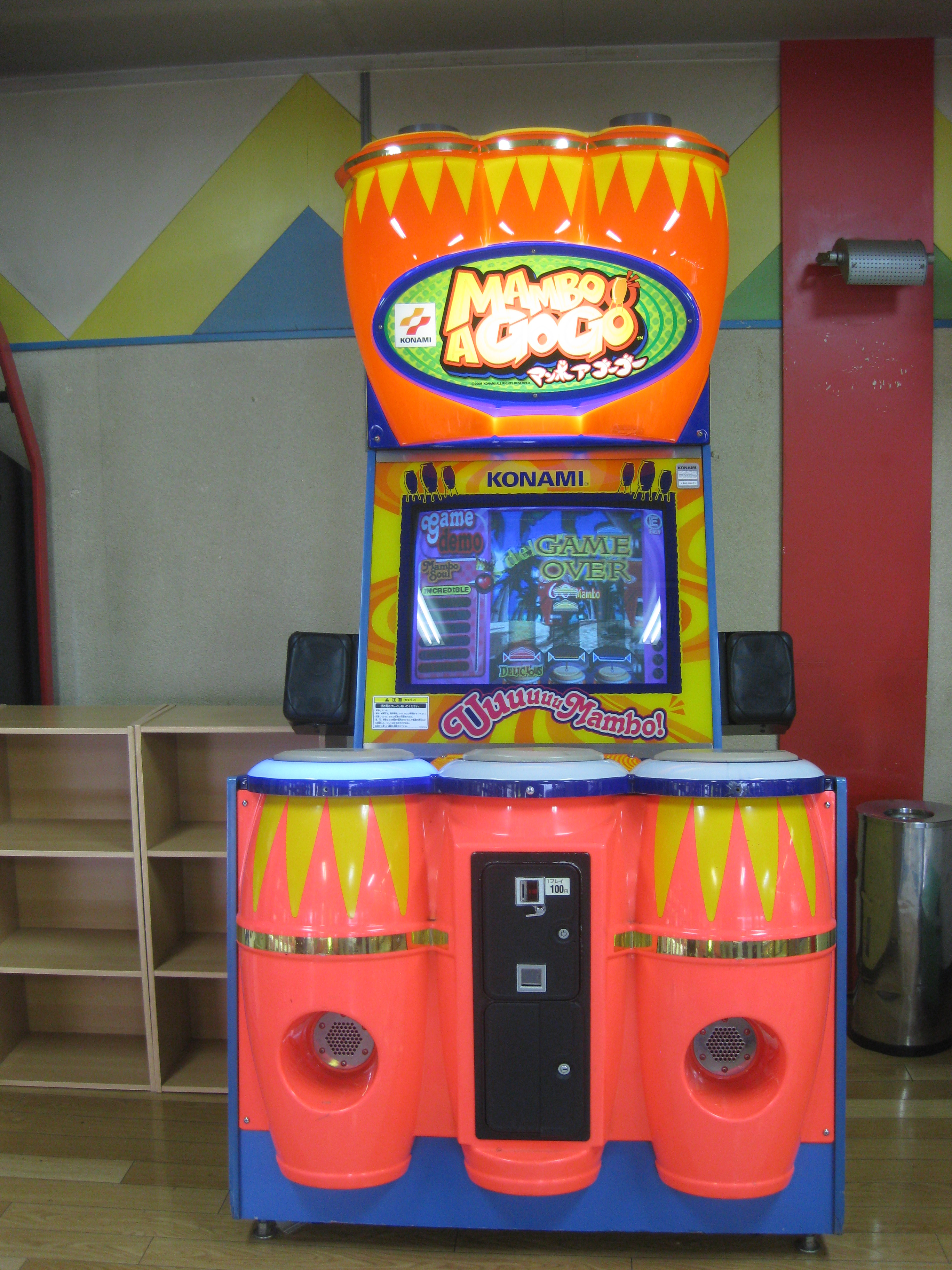
『MAMBO A GO GO』筐体

『MAMBO A GO GO』（マンボ ア ゴーゴー）は2001年6月4日にコナミ（現・コナミデジタルエンタテインメント）が発売した音楽シミュレーション（BEMANIシリーズ）のアーケードゲームである。
専用の大型筐体を使用したバージョンと、汎用のビデオゲーム筐体を使用したバージョンの2種がある（ゲーム内容は同じ）。なおBEMANIシリーズで汎用筐体版がリリースされたのは、この作品のみである。
専用筐体は、中央にディスプレイと選択ボタン・決定ボタン、その手前にコンガを模した入力デバイスが3つある。それぞれのコンガにはスイッチが3箇所（手前右・手前左・奥）埋め込まれており、入力の数は合計9個となる。汎用筐体版は、コンパネ部分に前述のコンガに対応した9つのボタンがある。
収録曲は殆どがラテン調の曲であり、ライセンス曲や民謡、コナミオリジナル曲が収録されている。本作自体のサウンドトラックは未発売だが、ボーナス曲を含む数曲が『beatmania』や『pop'n music』、『Dance Dance Revolution』、『REFLEC BEAT』などへ移植されており、それらの楽曲は移植先ゲームのサウンドトラックで聴くことが可能。このため、本作以外で収録されず、CD未収録のままの楽曲も数曲存在する。

## プレイ方法
プレイヤーは筐体の前にあるパッドの前に立つ。3つのパッドは中央、左手前、右手前の3つに分かれており、画面上方から流れてくるチップ（ノーツ）に従ってパッドを叩く。
- イージーモードはパッドの分かれ目がなくなり、どの部分をたたいても同じ判定となる。
- ノーマルモードは画面に向って左のパッドのみが3つに分かれる。中央と右はイージーモードと同様。
- ハードモードとベリーハードモード（隠し難易度）は全てのパッドが3つに分かれる。

時折数字の書かれた滝のようなノーツが流れてくることがあり、これが来た場合はその数字分の連打が必要となる。

## 登場キャラクター
演奏画面の背景等に登場するキャラクター。コインを集める事で各キャラクターの詳細な設定を見ることができる。
『pop'n music 8』にて隠しキャラとしてコンガ卿がプレイアブルキャラとして登場しおり、その他のキャラクターも移植された曲の担当キャラクターと共に一部カメオ出演している。現在稼働中のバージョンでも使用可能。
エリー
メリーの双子の姉で、歌とダンスをこよなく愛する少女。青いショートヘアで、マゼンタのノースリーブのワンピースを着ている。
デンマークのチューナー出身。3歳の頃に家族と共にニューヨークに移住し、現在はジュリアード音楽院に通っている。
メリー
エリーの双子の妹。黄緑色のショートヘアで、黄色いノースリーブのワンピースを着ている。
料理好きが高じて、フランスへとパティシエの修行に行ったことがある。
ペットの犬・フーバーズの大食に悩んでいる。
ペンネカルボ
かつてブラジル代表を務めていたサッカー選手で、現在はラテンミュージシャンをしている痩身の男性。当時のポジションはセンターバック。
デカッチオーノとは長年のチームメイトであり、ディフェンスラインを統率していたことから、ふたりの息はぴったりである。
デカッチオーノ
かつてブラジル代表を務めていたサッカー選手で、現在はラテンミュージシャンをしている恰幅のいい男性。当時のポジションはゴールキーパー。
太った外見からは想像がつかないが、運動神経は抜群であり、リズム感も良い。
サボテン先生
漫画文化に惹かれ、メキシコから日本へとやって来たサボテン。赤い花飾りの付いたソンブレロをかぶっており、胴体には「MAMBO」の文字がある。現在は大阪府西成区に在住。
いずれは故郷のメキシコへと里帰りし、漫画家として活躍したいという夢を持っている。
コンガ卿
かつては何の変哲もない普通の楽器だったが、知性を持つに至ったコンガ。シルクハットをかぶっており、カイゼル髭を生やしている。
外見から怖いと誤解されやすいが、紳士的な性格。
ルーシー
ハワイで観光客相手にフラダンスを披露しているフラガール。外巻きカールのかかった金髪のセミロングヘアで、ハイビスカスの花を髪飾りにしている。
日本で力士をしている弟がおり、常に彼の身を案じているといった心配性な面も。
ライアット・アープ
メキシコ在住の警察官。よく無茶をする無鉄砲な性格。保安官のような服装をしている。
また、ガンマニアでもあり、オートマチックの拳銃は持たない主義。
ボガンボ
ガムラン教団の一員である人物。常に身に着けている黒い仮面は教団の最下層団員の証である。
普段は仲間たちと狩りをするなどして、平和な生活を送っている。
トリニータ
ブラジル出身のサンバダンサーの女性。
非常に興奮しやすい性質で、祭りと名の付くものとサッカーの観戦を好む。
クーパー
元CIAのスパイの男性。紺色のトレンチコートを着、ソフト帽をかぶっている。
かつてはエリートと称されるほどの勝ち組の人間であったが、CIAからは人員削減により解雇されてしまい、現在はしがない探偵として迷子の犬を探す日々を送っている。
ティファニー
妹のエルザと共にクーパーのアシスタントを務める女性。オレンジ色で緩いウェーブのかかったロングヘアに、スリットの入った水色のロングドレスと紫色のロンググローブを着用している。
仮の仕事として昼は妹のエルザと花屋を営む。垂れ目という外見から非常におっとりしている人物に思われがちだが、コンピュータ並みの暗算を得意とするなど、かなりのインテリである。
エルザ
姉のティファニーと共にクーパーのアシスタントを務める女性。オレンジ色の髪を頭頂部でシニヨンにした盛り髪をしており、姉のティファニーと同じ服装をしている。垂れ目の姉とは対照的につり目。
仮の仕事として昼は姉のティファニーと花屋を営み、夜は高級クラブで働いている。高級クラブでの仕事の経験は、本業のスパイ活動に役立てている。
マキ
ケイトの幼馴染である女子高生。内巻きカールのかかった金髪のボブヘアで、サングラスをカチューシャのように付けており、オレンジ色のストライプのワンピースとブーツを着用している。
スポーツ万能であり、スノーボードのオリンピック代表選手候補と噂されているほどの腕前。だが、最近学校を欠席がちであるため、教師からは目を付けられてしまっているとのこと。
ケイト
マキの幼馴染である女子高生。ぱっつんの前髪と毛先にウェーブのかかった栗色のロングヘアで、黒いワンピースと靴を着用している。
フランスでモデルをしているが、本人はモデルよりもプロスキーヤーになりたいと思っている。
キトゥン777
人間になりたいという願いを持つ少女型のロボット。基本のカラーは青系統だが、バックダンサーとして同型でピンク系統のカラーの別個体の集団と、曲のラストに金色の別個体が登場している。
かつては宇宙空間で人間には危険な作業に従事していた作業用ロボットだったが、その任務が終わってからは平穏な生活を送っている。

## 隠し要素
- 時折、プレイ中の特定アクションによって「コイン」が手に入る。コインは筐体に蓄積されてゆき、5枚貯まった状態になると隠し曲『One Minutes Kitchen Battle!』がプレイ可能になる。この楽曲は曲名の変更とアレンジを加えたうえで、『pop'n music 8』へと移植された。
- 難易度選択中や選曲中にコマンドを入力すると、隠し難易度やオプションを付加することが可能で、この裏技でしかプレイできない楽曲も存在する。